# Friedrichshafen FF.33

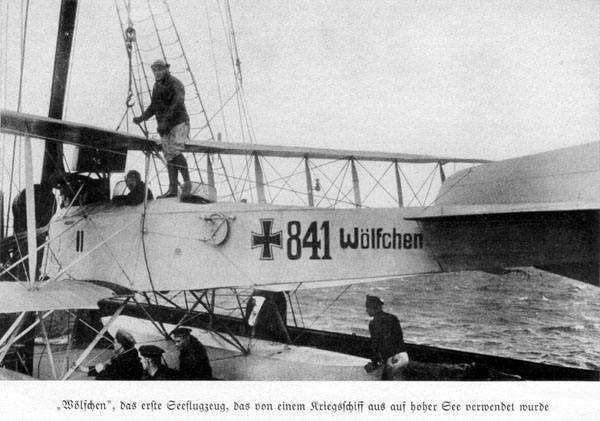
Friedrichshaven FF.33

De Friedrichshafen FF.33 was een eenmotorig watervliegtuig met twee drijvers voor de marine. Het toestel was in 1914 ontworpen door Flugzeugbau Friedrichshafen voor de Duitse Keizerlijke marine. Het vervulde vooral de rol van verkenningsvliegtuig en bommenwerper.
De Nederlandse marine heeft van 1918-1925 achttien Friedrichshafen FF.33l toestellen in gebruik gehad.

## Varianten
De FF.33 werd in diverse varianten geproduceerd. Deze varianten werden aangeduid met een letter achter de cijfers. De belangrijkste types waren de: FF.33e (productieversie met de Benz Bz. III motor) en de FF.33l (Aerodynamisch verbeterde productieversie). De FF.33s was een trainingsuitvoering uitgerust met dubbele besturing.
De latere FF.49c was een constructief verstevigde opvolger van de FF.33. De FF.49b was een gespecialiseerde bommenwerper variant. 
De FF.33 landversie met rollend landingsgestel kreeg de aanduiding C.I.  

## Specificaties
- Type: Friedrichshafen FF.33
- Rol: verkenner en bommenwerper
- Bemanning: 2
- Lengte: 10,27 m
- Spanwijdte: 15,15 m
- Hoogte: 3,17
- Leeggewicht: 984 kg
- Maximum gewicht:1635 kg

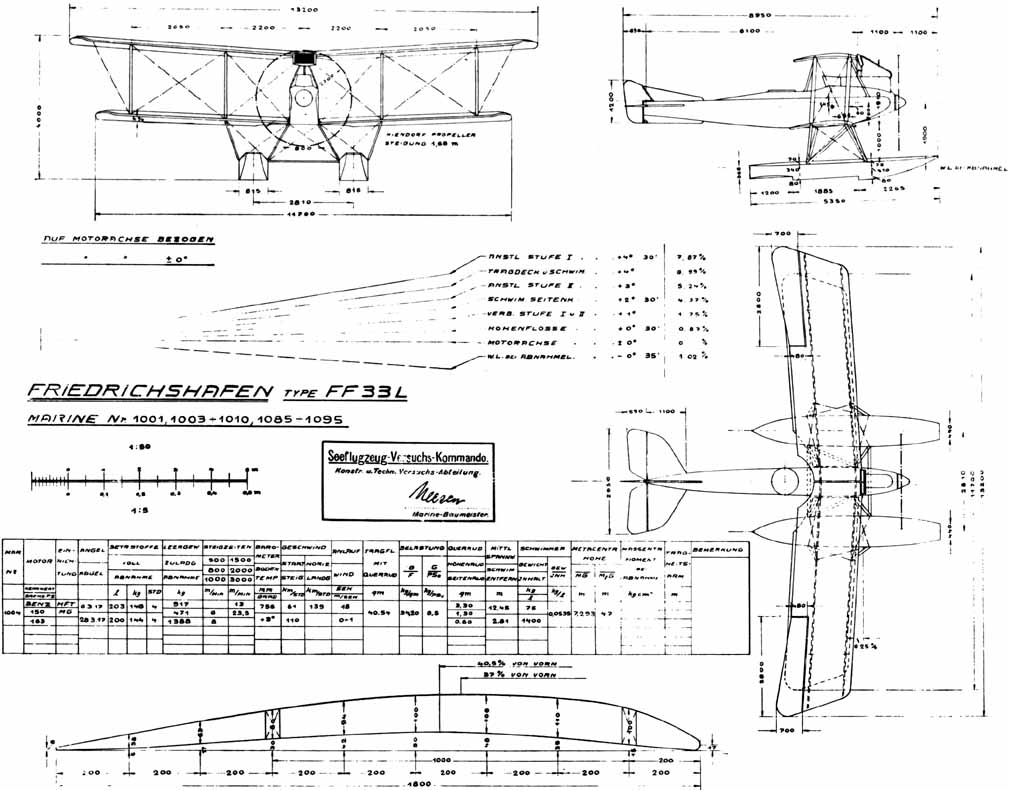
Friedrichshafen FF.33L ontwerptekening

- Motor: 1 × Benz Bz.III watergekoelde zescilinder lijnmotor, 150 pk
- Propeller: Tweeblads
- Eerste vlucht: 1914
- Aantal gebouwd: 315

Prestaties
- Maximumsnelheid: 128 km/h
- Kruissnelheid: 110 km/h
- Vliegbereik: 600 km
- Klimsnelheid: 0,7 m/s

Bewapening
- 2 x 7,92 mm Parabellum MG14 machinegeweer
- 8 × 12 kg bommenlast